# Merkury Smoleński
Merkury Smoleński zwany też Merkuriuszem Smoleńskim, ros. Меркурий Смоленский (data i miejsce urodzenia nieznane, według tradycji zmarł 24 listopada 1239 w Smoleńsku) – legendarny święty Kościoła prawosławnego, męczennik, bohater walk z Mongołami w czasie ich najazdu na Ruś. Historyczność świętego nie jest potwierdzona, istnieje natomiast kilka wersji jego żywota.

## Żywot

### Legenda piętnastowieczna
Według pochodzącej z XV wieku legendy (tzw. Słowo o Merkurym Smoleńskim) Merkuriusz miał pochodzić z jednej ze smoleńskich rodzin kupieckich. Był człowiekiem młodym, który odznaczał się niezwykłą pobożnością, studiował Biblię, pisma oraz zgłębiał Tradycję. Czas swój spędzał na modlitwie i postach. Szczególnie lubił modlić się pod krzyżem znajdującym się za miastem. 
W 1238 r. Ruś najechały mongolskie armie Batu-chana, które podeszły w okolice Smoleńska. Sam Batu-chan zaczął przygotowywać się do oblężenia, a następnie zdobycia miasta. Mieszkańcy grodu bojąc się o swój los tłumnie zapełniali rozliczne cerkwie, a w szczególności Sobór Zaśnięcia Matki Bożej, gdzie modlili się o wybawienie od niechybnej zguby. Matka Boska miała wysłuchać żarliwych próśb swojego ludu. Ukazała się mnichowi-zakrystianowi w jednym z lokalnych monasterów za Dnieprem i poleciła sprowadzić Merkurego, który akurat modlił się pod „swoim” krzyżem. Mnich zgodnie z poleceniem odnalazł go i zaprowadził do jednej z klasztornych cerkwi. Tam znów ukazała się Matka Boska z Dzieciątkiem Jezus, otoczona przez zastępy anielskie. Rzekła do Merkuriusza:

Dziecię moje, Merkury, wybrałam cię i wysyłam abyś poszedł i pomścił przelaną krew chrześcijańską. Pójdziesz i odniesiesz zwycięstwo nad Batu-chanem i wszystkim jego wojskiem. A potem podejdzie do ciebie człowiek o pięknym obliczu, a ty mu oddasz wszystek swój oręż, a on odetnie ci głowę. Wtedy weźmiesz ją i niosąc wkroczysz do miasta, gdzie nastąpi twój zgon, a ciało twoje złożą do grobu w mojej cerkwi!

Merkury czując się niegodnym powierzonej mu misji, próbował oponować, ale w końcu podjął się ruszyć do walki z tatarskimi najeźdźcami. Otrzymał oręż, zbroję i konia, a także błogosławieństwo. Wkrótce dotarł do mongolskiego obozu i tam sam jeden stoczył walkę z wrogiem, którego hufce rozbił. Przy okazji uwolnił także wziętych w jasyr jeńców chrześcijańskich. Batu-chan widząc niespodziewaną i całkowitą klęskę swych wojsk, przestraszył się i zrezygnował z pomysłu zdobywania Smoleńska. Sam musiał ratować się ucieczką z niewielkim tylko oddziałem. Według legendy miał wkrótce ruszyć na Węgry, gdzie zginął w pojedynku z królem Stefanem. 
Przed przyszłym świętym pojawił się wkrótce piękny rycerz. Merkury oddał mu bez wahania swą broń i pochylił się, a ten odciął mu głowę. Wtedy Merkuriusz wziął ją w jedną rękę, a drugą prowadząc swego konia, ruszył do miasta. Tam po przekroczeniu Bramy Mołogińskiej upadł i wyzionął ducha. Biskup smoleński przybył na to miejsce z uroczystą procesją, w asyście ludu i duchowieństwa, aby zabrać ciało męczennika. Nikt nie był jednak w stanie ruszyć go z ziemi. Spowodowało to wielki lament wśród mieszkańców. Biskup usłyszał natomiast uspokajający go głos:

Sługo Pański, nie martw się tym i nie kłopocz. Ten kto posłał go po zwycięstwo, zatroszczy się również i o pochówek.

Ciało Merkuriusza leżało przy bramie przez trzy dni, co martwiło wiernych w mieście. Biskup modlił się o objawienie, które mogłoby pomóc mu wyjaśnić znaczenie tych wydarzeń. W końcu, gdy w ostatnią noc wyjrzał przez okno, zobaczył wychodzącą z soboru wśród wielkiej jasności Matkę Bożą w towarzystwie archaniołów Michała i Gabriela. Dotarli oni do Bramy Mołogińskiej, gdzie Maryja podniosła zwłoki Merkurego, owinęła je w swoją chustę i zaniosła do soboru. Następnego dnia rano biskup i mieszkańcy miasta ujrzeli ciało Merkurego złożone do grobu w soborze. Tam miało wydawać słodką woń i czynić cuda przez kolejne wieki.

### Inne wersje żywota

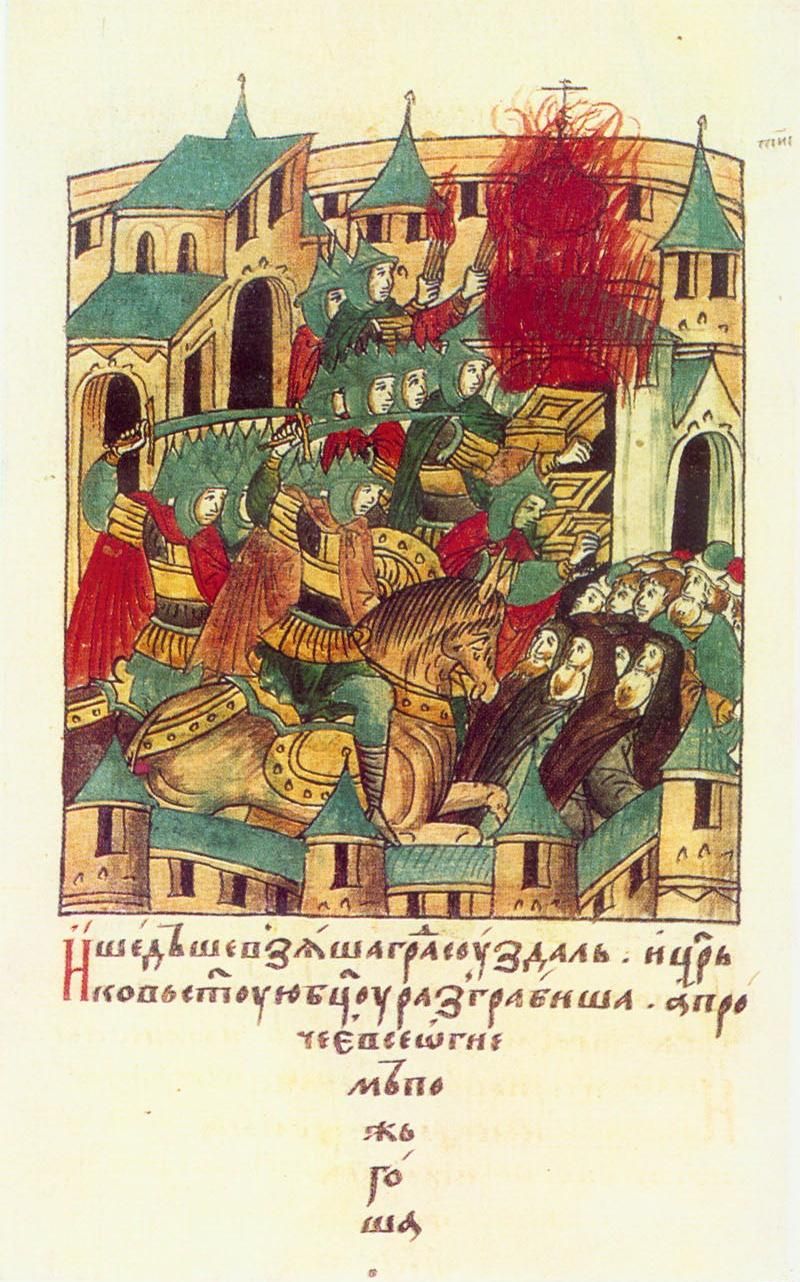
Tatarzy na Rusi. Zdobycie Suzdalu

Inna wersja żywota, najprawdopodobniej starsza, bo pochodząca z XIII wieku, podaje że Merkuriusz był "rodem Rzymianinem lecz bogobojnym, należącym do świętej wiary greckiej". Tatarzy pod wodzą Batu-chana zatrzymać się mieli zaledwie 24 wiorsty od Smoleńska, w miejscu znanym jako Długomoście. W noc przed decydującym atakiem mongolskim Merkury miał, pod osłonią ciemności, przedostać się niepostrzeżenie do obozu wroga na Długomościu i tam zabić ich „potężnego rycerza”, a następnie sam polec w boju. Batu-chan widząc niespodziewaną klęskę, upadek ducha swych wojsk oraz bohaterstwo poległego męczennika, miał nie odważyć się podejść pod mury miasta i uciec z resztkami wiernych oddziałów spod Smoleńska. Bohaterski Merkury miał zostać pochowany w Soborze Zaśnięcia Matki Bożej, a nad jego grobem wdzięczni mieszkańcy Smoleńska powiesić mieli jego kopię i tarczę. 

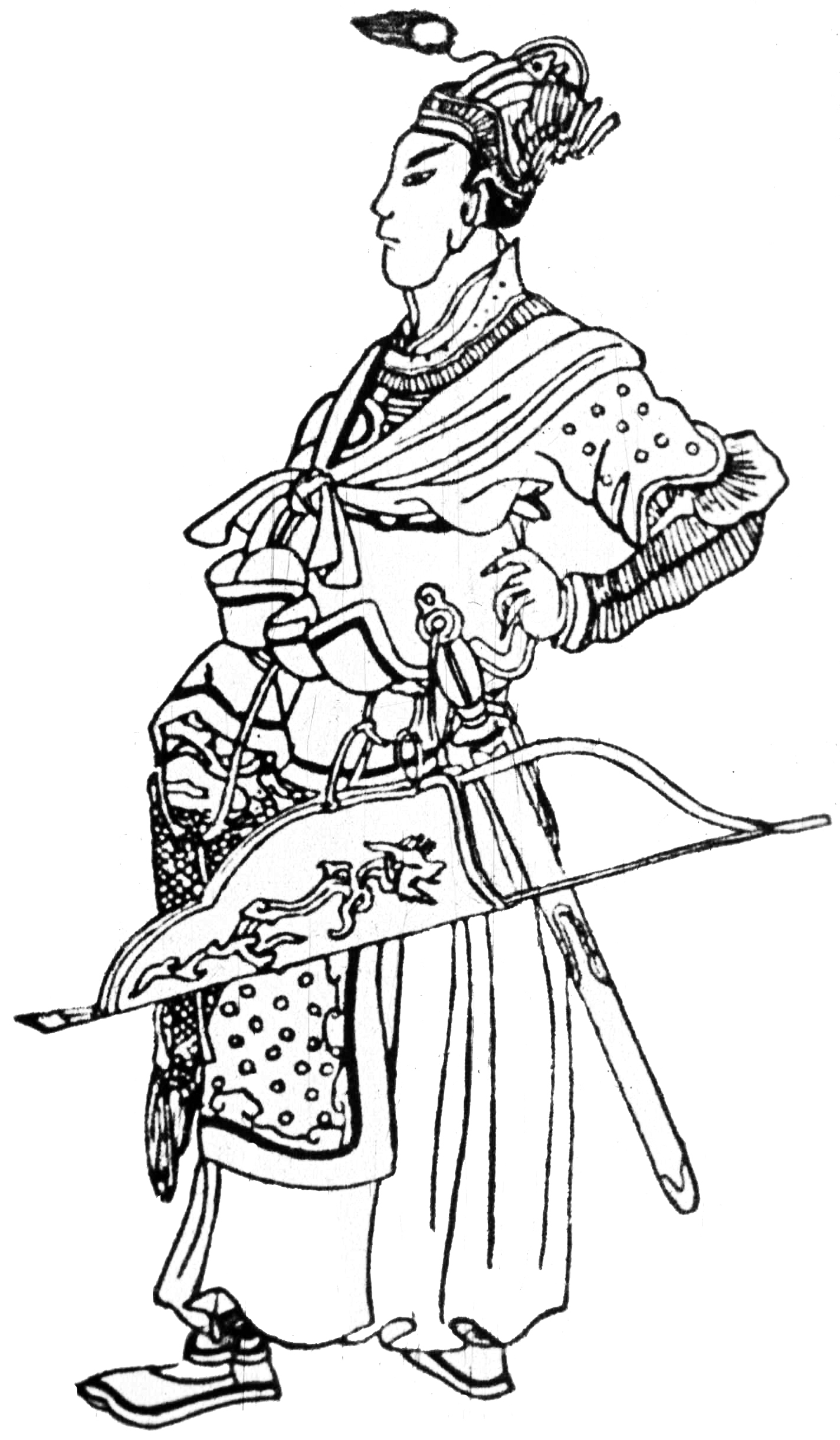
Batu-chan, który miał przerazić się męstwem Merkurego (średniowieczna rycina chińska)

Merkury miał jeszcze w młodości przybyć na dwór jednego z książąt smoleńskich, przyłączyć się do jego drużyny i wsławić się w rozlicznych walkach prowadzonych na terenie Rusi. Miał łączyć w sobie niezwykłą siłę fizyczną z głęboką i żarliwą religijnością – został ascetą i przestrzegał celibatu. Gdy wojska Batu-chana obległy Smoleńsk, Merkury miał natchniony przez Bogarodzicę wystąpić przeciw nim. Udał się do tatarskiego obozu, gdzie stoczył pojedynek z tatarskim olbrzymem, którego pokonał. Przed i po walce miał modlić się do Boga o uratowanie miasta. Bóg wysłuchał zaś próśb Merkuriusza i sprawił, że Tatarzy przerażeni po śmierci swego największego wojownika uciekli z pola bitwy. Merkury przypłacić zwycięstwo największą ofiarą i poniósł śmierć w obozie wroga. Mieszkańcy pochowali go w Smoleńsku.
Podobnie jak w piętnastowiecznej legendzie, tak i w innej wersji żywota, Matka Boża ukazuje się osobie duchownej – tym razem psalmiście – lecz nie poza miastem, a w samym smoleńskim Soborze Zaśnięcia Matki Bożej i nakazuje sprowadzenie Merkurego do świątyni. Tak się dzieje i Merkury zjawia się w soborze. Tam znajdowała się Hodigitria Smoleńska przed którą Merkuriusz miał się modlić przed wyruszeniem w bój przeciwko Tatarom. Matka Boska przemawia do Merkurego przez ikonę i nakazuje mu ruszyć w bój i udać się w okolice wsi Długi Most. Tam starł się on z tatarskim olbrzymem, którego pokonał – łamiąc na nim swój miecz. Tatarzy uciekli, ale w tej wersji legendy Merkuriusz nie ginie w obozie wroga. Zmęczony po walce wraca do Smoleńska, ale przed przekroczeniem bram miejskich, decyduje się odpocząć pod murami. Tam zaskoczył go syn olbrzyma i zabił go. Mieszkańcy Smoleńska pochowali jego ciało w soborze, z prawej strony carskich wrót.
Inne źródła zaprzeczają jakoby miał pochodzić z Rzymu. Istnieje przekonanie, że był szlachetnie urodzonym Słowianinem pochodzącym z Moraw. Legenda o niewidzialnym grodzie Kitieżu podaje także, że Merkury zginął własnoręcznie z rąk „bezbożnego” Batu-chana. Ta sama legenda oraz niektóre ruskie kroniki przypisują temu świętemu męczennikowi tytuł kniazia.

### Interpretacja

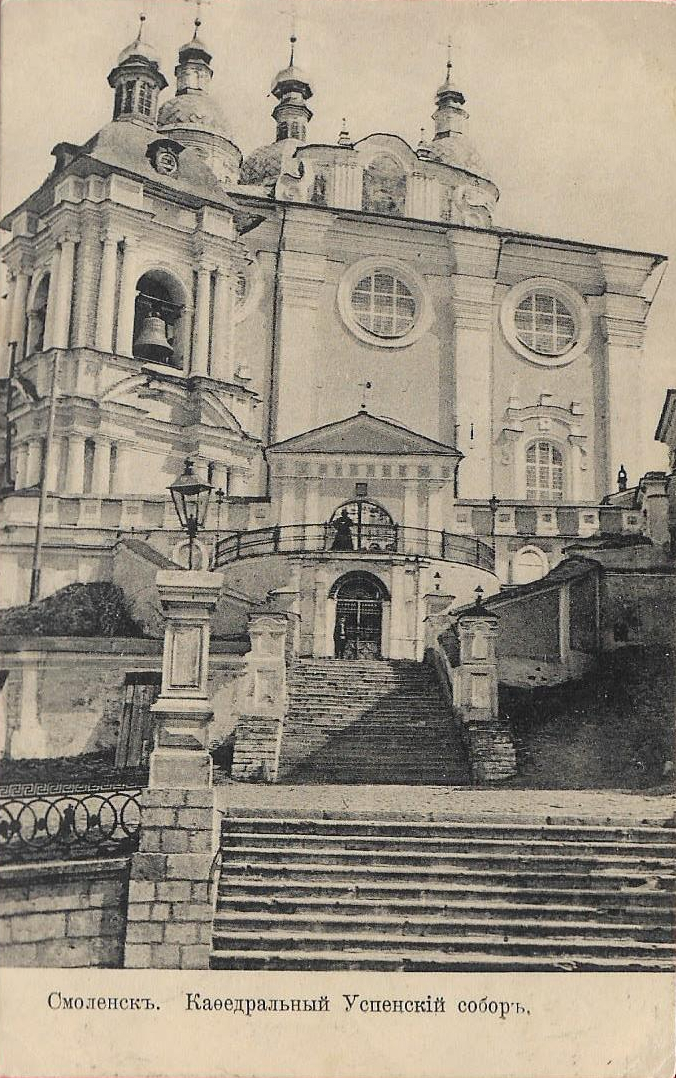
Sobór Zaśnięcia Matki Bożej w 1917 (miejsce przechowywania relikwii św. Merkurego)

Najpopularniejsza wersja legendy („Słowo o Merkurym Smoleńskim”), w której jego głowa zostaje ucięta, pochodzi z XV wieku, lecz jest prawie na pewno oparta na wcześniejszej tradycji przekazywanej z pokolenia na pokolenie na ziemi smoleńskiej. Ma ona znamiona niezwykle popularnej na Rusi opowieści historyczno-obyczajowej. Gatunek ten był mieszaniną tematyki związanej z dziejami Rusi. Występowały w niej realne osoby (władcy, biskupi, święci mnisi), realne miejsca geograficzne oraz prawdziwe wydarzenia w połączeniu z wydarzeniami fikcyjnymi.
Materiał historyczny był swobodnie przekształcany, prawdziwe wydarzenia z dziejów Rusi często uzupełniano – czasem na zasadzie rekonstrukcji możliwych zdarzeń, z zachowaniem realiów obyczajów i geograficznych – o wydarzenia czysto fikcyjne. Wszystko to w duchu chrześcijańskim. Także w legendzie o Merkurym Smoleńskim widać połączenie różnych wydarzeń historycznych oraz fantastycznych. Batu-chan zmarł w roku 1255 (lub 1256), ale nie w sposób opisany w legendzie o Merkurym Smoleńskim. Jest to natomiast być może nawiązanie do innej rozpowszechnionej opowieści o śmierci Batu-chana pod Waradynem. Miał on tam zginąć w pojedynku, od uderzenia toporem, z ręki bliżej nieokreślonego Władysława, króla Czech i Węgier.
Wszystkie wersje legendy są z gruntu do siebie podobne. Dotyczą inwazji tatarskiej na ziemię smoleńską i obrony miasta przez wybranego przez Matkę Bożą rycerza Merkurego, który poświęca własne życie, by uchronić Smoleńsk. Walka Merkurego z tatarskim olbrzymem to niewątpliwe nawiązanie do słynnego pojedynku Dawida z Goliatem. Merkury Smoleński uchodzi za świętego legendarnego, jego istnienie nie jest poświęcone żadnymi źródłami, oprócz kilku skompilowanych w różnych okresach legend i podań ruskich, a znany jest głównie z legendarnego żywota. W rzeczywistości w czasie tatarskiego najazdu na Ruś armia Batu-chana dotarła w rejony Smoleńska, ale nie zagroziła bezpośrednio miastu, nie mówiąc już o obleganiu go. Wojska mongolskie szybko wycofały się z tych ziem, podobnie jak spod Nowogrodu Wielkiego. Wpłynęły na to głównie wiosenne roztopy oraz bagnisty krajobraz i klimat, który utrudniał prowadzenie działań wojennych i sprawił, że ziemie ruskie na północy niewiele ucierpiały w czasie tatarskiego podboju.

## Kult i popularność

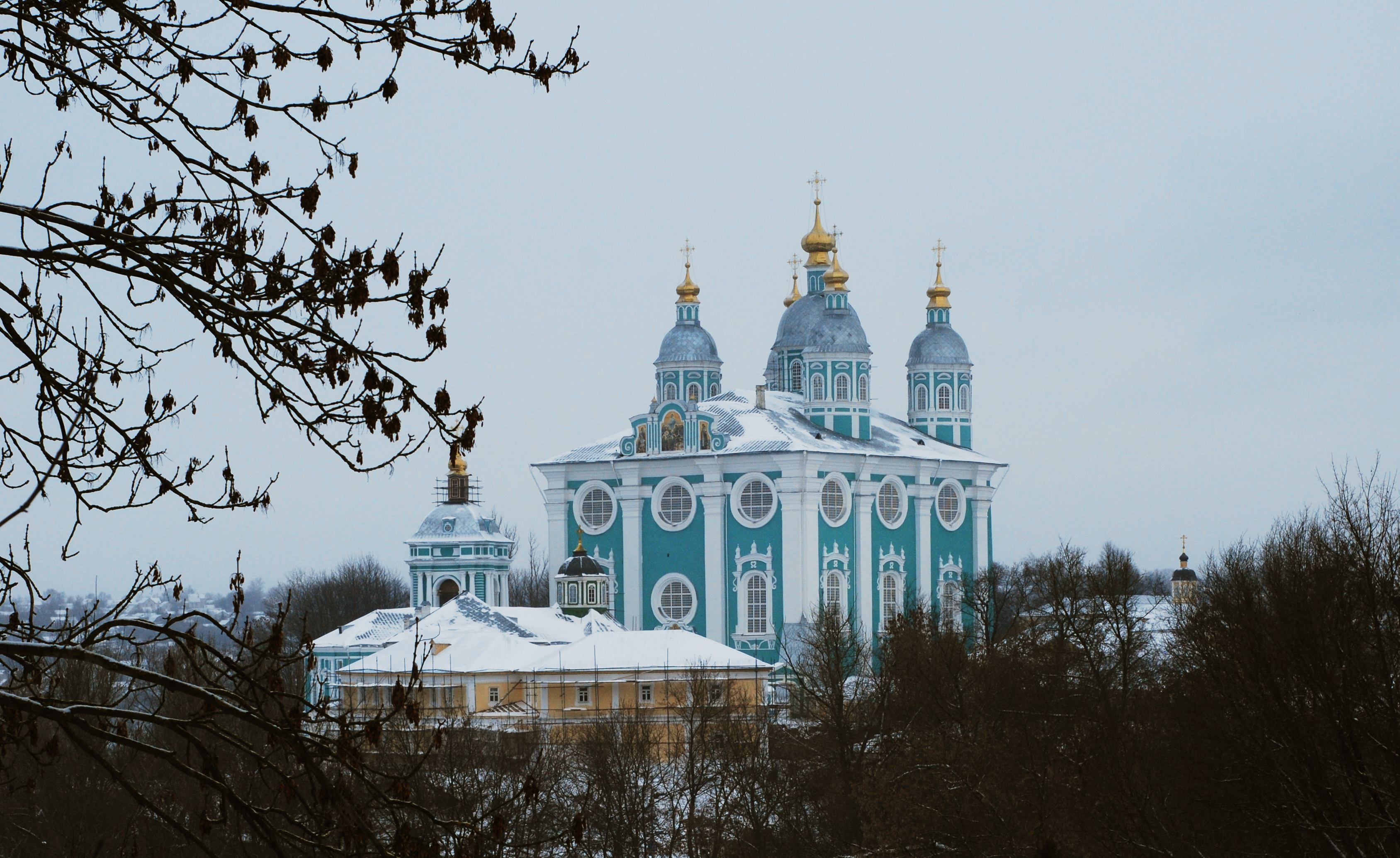
Sobór Zaśnięcia Matki Bożej, w którym przechowywane są relikwie św. Merkurego (widok współczesny)

Relikwie Merkurego znajdują się w smoleńskim soborze Zaśnięcia Matki Bożej. Jak głosi tradycja, w tej samej świątyni przechowywane są także jego sandały. W 1509 r. mieszkańcy Smoleńska nadali mu tytuł opiekuna miasta, a święto ku jego czci ustanowiono w XVI wieku. Od tego czasu w Kościele prawosławnym jego wspomnienie liturgiczne obchodzone jest 24 listopada. Merkury tytułowany jest świętym męczennikiem. W ikonografii przedstawia się go jako dobrze zbudowanego mężczyznę, w sile wieku, z dość krótką kędzierzawą brodą. Przepasany jest żupanem, na który narzucony ma jasnoczerwony płaszcz, na głowie rycerski hełm tradycji ruskiej, a w dłoni dzierży miecz. 
Za wzór stawiał go św. Dymitr z Rostowa. Do żywota świętego Merkuriusza nawiązywali także rozliczni twórcy kultury. Z rosyjskich literatów uczynił to m.in. Iwan Bunin. W latach 1918–1919 także polski pisarz Jarosław Iwaszkiewicz wziął na warsztat temat Merkurego Smoleńskiego w cyklu stworzonych przez siebie legendowych stylizacji. 26 sierpnia 2008 r. relikwie Merkurego zostały zaprezentowane premierowi Rosji Władimirowi Putinowi w czasie jego wizyty w Smoleńsku.